# Laser Speckle Extensometer
Das Laser Speckle Extensometer ist ein Laserextensometer zur berührungslosen zweidimensionalen Dehnungs- und Verformungsmessung an Materialien in Echtzeit.
Das Messprinzip beruht auf der Auswertung von Specklemustern, die von der Oberfläche der Messobjekte bei Beleuchtung mit kohärentem Laserlicht zurückgeworfen werden. Eine oder mehrere Kameras nehmen das Muster auf und werten es mittels FFT-Korrelationsanalyse aus.
Das Laser Speckle Extensometer ist in der Lage, die Oberflächenbewegungen des Messobjekts 2-dimensional (X-Y-Richtung) berührungslos zu erfassen und anhand der lokalen Messobjektverschiebung die „wahre“ oder logarithmische Dehnung zu ermitteln. Dabei werden die ausgewählten Muster und deren Position nicht verfolgt, sondern nur das Vorbeiwandern der Oberfläche an den ausgewählten Messpositionen als Musterdurchfluss erfasst.
Die technische Dehnung kann ermittelt werden, wenn die ursprünglich ausgewählten Teilmuster im Kamerabild verfolgt werden und sich somit die Messlänge mit der gemessenen Dehnung des Materials vergrößert.
Das Laser Speckle Extensometer arbeitet markierungslos. Dadurch entsteht kein äußerer Einfluss auf die Probe vor und während der Messung. Durch die Verwendung von Flächenkameras lassen sich Längs- und Querdehnung von Materialien gleichzeitig erfassen und auswerten. Hochtemperaturmessungen in Öfen bis 1600 °C und Tieftemperaturmessungen in Klimakammern bis −40 °C sind ebenfalls möglich, da auch durch mehrfache Thermoverglasung gemessen werden kann.